# محمد المنيف
محمد المنيف (ولد في حوطة سدير 1952م) فنان تشكيلي سعودي، رأس مجلس إدارة الجمعية السعودية للفنون التشكيلية من عام 2012 إلى عام 2017. وتنتمي لوحاته للأسلوب الانطباعي التأثيري مصوّراً بساطة البيوت القديمة التراثيّة في القرية ومحيطها، والتطورات التي شهدتها المملكة العربية السعودية. كتب المنيف عدداً من الزوايا الصحفية التي تُعنى بحركة الفن التشكيلي في السعودية منها زواية "للرسم معنى" في جريدة الجزيرة.

## التعليم
- حاصل على دبلوم تربية فنية من معهد التربية الفنية في الرياض عام 1973م.[5]

## العمل
- رئيس مجلس إدارة الجمعية السعودية للفنون التشكيلية من عام 1431هـ.
- عمل نائباً لرئيس مجلس إدارة الجمعية السعودية للفنون التشكيلية منذ تأسيسها عام 1428هـ لمدة ثلاث سنوات.[6]
- عمل كاتباً ومحرراً فنياً في عدد من الصحف أبرزها صحيفة الجزيرة السعودية لأكثر من 40 عاماً ابتداءً من عام 1976م.[7]
- عمل مدرساً للفنون لمدة 25 عاماً.

## معارض فنية ومشاركات
- أقام معرضه الشخصي العاشر «كما أراها» بغاليري الفن النقي في الرياض في فبراير 2023.[8]
- معرض «شواهد على الفن» الذي أطلقته وزارة الثقافة السعودية في أكتوبر عام 2021 مع نخبة من الفنانين السعوديين من بينهم: فهد الحجيلان، محمد سيام، يوسف جاها، عبد الجبار اليحيى، عبد الرحمن إبراهيم السليمان، عبد الله حماس، إبراهيم ناصر الفصام، إبراهيم عبد الله النغيثر، أحمد فلمبان، بكر شيخون، تغريد البقشي، زمان محمد جاسم، عبد الله عبد المحسن المرزوق، عبد الله عبد الكريم الشيخ، عبد الله علي الشلتي، عبد الله محمد النواوي.[9]
- شارك في وضع النظام الأساسي للجمعية السعودية للفنون التشكيلية.
- شارك في أغلب المعارض التشكيلية السعودية في الخارج منذ عام 1974م.[10]

## الجوائز والتكريم
- كرم ضمن نخبة من رواد الفن التشكيلي في معرض الرياض الدولي للكتاب بوضع اسمه على أحد ممرات المعرض عام 2010م.
- حصل على وسام المبدعين وكرم على هامش الاجتماع الثالث والعشرين لوزراء الثقافة في مجلس التعاون لدول الخليج العربية عام 2016 بترشيح من وزارة الثقافة والإعلام السعودية؛ تقديراً لدوره في مجال الفنون التشكيلية ممارسة وعملاً إدارياً وإعلامياً.[10]